# Comitato nazionale per la sicurezza alimentare
Il Comitato nazionale per la sicurezza alimentare (CNSA) è un organo tecnico-consultivo in materia di valutazione di biorischio, che opera all'interno del Ministero della salute, con l'obiettivo di coordinare le funzioni previste dal Regolamento (CE) n. 178 del 28 gennaio 2002  del Parlamento europeo e del Consiglio “che stabilisce i principi e i requisiti generali della legislazione alimentare, istituisce l'Autorità europea per la sicurezza alimentare e fissa procedure nel campo della sicurezza alimentare”.

## Storia
A seguito della crisi aviaria in Italia del 2005/2006, dopo i primi focolai agli inizi del 2004, quando la paura per la diffusione della famigerata influenza dei polli agli esseri umani fece crollare i consumi avicoli (cfr. Risoluzione 8-00011 Oliverio: Misure in favore della filiera avicola a seguito dei recenti casi di influenza aviaria), si ritenne opportuno dare seguito all'istituzione di una rete articolata di soggetti deputati alla tutela della sicurezza alimentare, intesa quale
food safety. Fu così costituito un Comitato Nazionale per la Sicurezza Alimentare, poi disciplinato dal d.m. 26 luglio 2007, n.27799, del Ministro della Salute, per assicurare il coordinamento delle funzioni in collegamento con l'Autorità europea per la sicurezza alimentare (AESA).

Il CNSA è stato istituito con il Decreto legge 1º ottobre 2005, n. 202, convertito con modificazioni dalla Legge 30 novembre 2005, n. 244.
Le sue funzioni e compiti sono stati sanciti dal decreto interministeriale 26 luglio 2007: Organizzazione delle funzioni in materia di valutazione del rischio nella catena alimentare del Ministro della Salute, di concerto col Ministro delle politiche agricole alimentari e forestali e consistono in:
- Consulenza tecnico scientifica alle Amministrazioni che si occupano di gestione del rischio in materia di sicurezza alimentare
- Formulare pareri scientifici su richiesta delle Amministrazioni centrali e delle Regioni e delle province autonome di Trento e Bolzano.

Con il decreto del Ministro della Salute del 14 dicembre 2006 Archiviato il 14 marzo 2016 in Internet Archive.: Individuazione degli uffici dirigenziali di livello non generale, l'ufficio IV del Segretariato nazionale della valutazione del rischio della catena alimentare - ora Direzione generale degli organi collegiali per la tutela della salute, per DPCM 11-02-2014 Archiviato il 4 marzo 2016 in Internet Archive., individuata quale autorità nazionale di riferimento dell'Autorità europea per la sicurezza alimentare (AESA) - ne svolge le funzioni di segreteria.
Con il DPR n.44 del 28 marzo 2013 e il successivo decreto di riordino (d.m. 10 aprile 2014), sono stati riorganizzati tutti gli organi collegiali operanti presso il Ministero della Salute e il CNSA è stato articolato (art. 8 DPR n. 44/2013) in due sezioni:
- Sezione per la sicurezza alimentare
- Sezione consultiva delle associazioni dei consumatori e dei produttori in materia di sicurezza alimentare

unificando, pertanto, le funzioni precedentemente svolte dal Comitato nazionale per la sicurezza alimentare e quelle della Consulta dei consumatori e dei produttori in materia di sicurezza alimentare.
Il Comitato Nazionale per la Sicurezza Alimentare (CNSA) si è insediato la prima volta il 19 febbraio 2008. Nel 2014 è stato firmato il decreto di nomina del Comitato Nazionale per la Sicurezza Alimentare: prima dell'insediamento ufficiale, il provvedimento doveva superare il vaglio degli organi di controllo; sui componenti - all'inizio circa cinquanta - sono state acquisite tutte le designazioni previste, eccetto quella del Ministero dell'ambiente e della tutela del territorio e del mare che avrebbe integrato la composizione definitiva. Il Decreto del Ministero della Salute del 10 aprile 2014 è stato approntato in seguito al DPR 108/2011 che prevede (art. 1, comma 2) che presso il Ministero della Salute operi il Comitato Nazionale per la Sicurezza Alimentare (CNSA) e al citato DPR 44/2013 recante il Regolamento di riordino degli organi collegiali e di altri organismi del Ministero della Salute.
Il CNSA è presieduto dal Ministro della Salute o da un suo delegato. I componenti del CNSA durano in carica tre anni. La partecipazione è onorifica e non prevede compensi, gettoni o indennità, ma solo il rimborso delle spese di viaggio di soggiorno (con trattamento equiparato a quello spettante ai dirigenti ai dirigenti generali delle amministrazioni dello Stato). Per le riunioni, lo strumento privilegiato sarà la videoconferenza.
In vista di Expo 2015, a distanza di un anno, il 27 aprile 2015 si è insediato il nuovo Comitato formato da 56 componenti. Presidente della sezione "sicurezza alimentare" è stato nominato all'unanimità il Prof. Giorgio Calabrese. Il CNSA – specifica una nota del ministero - ha in carico, infatti, la valutazione del rischio nella catena alimentare e fornisce, al più alto livello, consulenza tecnico-scientifica alle amministrazioni che si occupano di gestione del rischio, in primis al Servizio Sanitario Nazionale (SSN), in materia di sicurezza alimentare, qualificando in tal modo, ulteriormente, l'eccellenza dell'agro-alimentare italiano.

## Sezione per la sicurezza alimentare
La Sezione per la sicurezza alimentare è composta da 13 esperti, nominati dal Ministro della Salute, di comprovata esperienza scientifica ed elevata professionalità nelle materie attinenti alla valutazione del rischio nella catena alimentare, e in particolare nei seguenti settori:
- additivi alimentari, aromatizzanti, coadiuvanti tecnologici e materiali a contatto con gli alimenti;
- additivi e prodotti o sostanze usate nei mangimi;
- salute dei vegetali, prodotti fitosanitari e loro residui;
- organismi geneticamente modificati;
- prodotti dietetici, l'alimentazione e le allergie;
- pericolo biologico;
- contaminanti la catena alimentare;
- salute e benessere degli animali.

### I presidenti della sezione per la sicurezza alimentare
|   | Presidente        | Mandato          |
| - | ----------------- | ---------------- |
| 1 | Giorgio Calabrese | 2015 - in carica |
| 2 |                   | -                |
| 3 |                   | -                |

## Sezione consultiva delle associazioni dei consumatori
La Sezione consultiva delle associazioni dei consumatori e dei produttori in materia di sicurezza alimentare (ex Consulta delle associazioni dei consumatori e dei produttori), è stata istituita con decreto del Ministro del lavoro, della salute e delle politiche sociali del 18 settembre 2009, che ne ha stabilito le funzioni e i compiti.
La consulta svolge la funzione di confronto tra istituzioni pubbliche e le associazioni dei consumatori e dei produttori in materia di sicurezza alimentare per favorire lo scambio di informazioni tra le stesse e di facilitare la capacità di scelta del cittadino per un consumo consapevole ed un corretto stile alimentare; contribuisce, infine, alle iniziative di comunicazione disposte dagli organi competenti.
La Sezione della consulta è composta da esponenti del Ministero della Salute, del Ministero dello sviluppo economico, Ministero degli affari esteri, Ministero delle politiche agricole e forestali, della Conferenza Stato-Regioni, delle associazioni dei consumatori e dal Consiglio nazionale dell’economia e del lavoro (CNEL) in rappresentanza delle associazioni dei produttori.
L'istituzione della Consulta, costituita con il decreto del Ministro della Salute del 30 ottobre 2012, assume particolare importanza anche alla luce di quanto previsto dal Regolamento (CE) n. 178/2002 che pone una particolare attenzione alla tutela degli interessi dei consumatori e la loro consultazione aperta e trasparente, direttamente o attraverso organi rappresentativi.
I temi affrontati nel corso delle riunioni riguardano la comunicazione e l'informazione sui rischi in sicurezza alimentare da rivolgere ai consumatori.